# Preço de custo
Preço de custo é uma expressão usada geralmente para o preço de produtos, bens, serviços ou mercadorias oferecidas aos consumidores sem a inclusão do lucro, ou seja, equivalente a somatória dos gastos pelos produtores/comerciantes para a aquisição ou fabricação dos produtos ou mercadorias e os custos necessários para disponibiliza-lo à produção ou venda, incluindo fretes, mão-de-obra, energia, estocagem etc. 
O preço do custo pode ser teoricamente divido em:
1- Os meios de produção (matéria-prima, matérias auxiliares, máquinas, aparelhos, construções);
2- A renda a ser coberta -- visto que o valor da produção tem que vir com lucro.
3- O salário.